# آلا تاراسووا
آلا تاراسووا (روسی: А́лла Константи́новна Тара́сова؛ 6 february [سبک قدیمی: 25 january] 1897 – ۵ آوریل ۱۹۷۳ (aged 81)) بازیگر، و سیاستمدار اهل امپراتوری روسیه بود.
از فیلم‌ها یا برنامه‌های تلویزیونی که وی در آن نقش داشته‌است می‌توان به راسکولینکف اشاره کرد.
وی همچنین برندهٔ جوایزی همچون نشان لنین، جایزه هنرمند مردمی اتحاد جماهیر شوروی، قهرمان کار سوسیالیست، و نشان پرچم سرخ کار شده‌است.